# Hrvoje Babić
Hrvoje Babić (Bugojno, 17. rujna 1929. – Zagreb, 7. lipnja 2015.), hrvatski akademik, član HAZU-ova Razreda za tehničke znanosti. Bitno pridonio organizaciji i realizaciji Hrvatske akademske mreže CARNet.

## Životopis
Rođen u Bugojnu 1929. U Metkoviću pohađao osnovnu školu. U Zagrebu gimnaziju. Studirao u Zagrebu gdje je diplomirao 1955. na Tehničkom fakultetu. Od 1955. do 1974. bio je zaposlen na Elektroničkom odjelu Instituta Ruđer Bošković, a u međuvremenu je počeo predavati u poslijediplomskoj i dodiplomskoj nastavi Elektrotehničkog fakulteta Sveučilišta u Zagrebu (današnjem FER-u), od 1964. godine te je doktorirao 1965. godine. Od 1965. do 1967. boravio je u Švedskoj, gdje je u Stockholmu radio na mikrovalnim akceleratorima. Od 1970. na IRB-u viši znanstveni suradnik. U potpunosti je prešao na Fakultet 1974., na kojem je redovni profesor od 1974. godine.
Redovni profesor Fakulteta elektrotehnike i računarstva Sveučilišta u Zagrebu.
Doktor znanosti je od 1965. godine. 30. siječnja 1997. postao je redoviti član Hrvatske akademije znanosti i umjetnosti. 4. travnja 2000. stekao je naslov emeritus (na sjednici 1. veljače 2000. imenovano je povjerenstvo za imenovanje u to počasno zvanje, članovi povjerenstva su: Vladimir Matković, Ervin Zentner, Ksenofont Ilakovac, Božidar Liščić i Miroslav Sedlaček). U HAZU je bio član Znanstvenog vijeća za istraživačku infrastrukturu Hrvatske.
U svojstvu istraživača i predavača je boravio u SAD-u u nekoliko navrata. Na Kalifornijskom sveučilistu Los Angeles (UCLA), Davis (UCD) i Santa Barbara (UCSB) istraživao je i predavao kao gost-profesor u području elektroničke obrade signala koja se primjenjuje u instrumentaciji, automatskoj regulaciji i komunikacijama.
Na FER-u je u suradnji s kolegama razvio istraživačku djelatnost u području analogne i digitalne obradbe signala te digitalnih mjernih sustava. Suorganizirao je znanstveno istraživački i razvojni laboratorij. Napisao je mnogo znanstvenih i stručnih radova. Vlasnik je međunarodnog patenta. Obnašao je znanstvene dužnosti na zagrebačkom sveučilištu. Od 1991. do 1994. godine bio je prorektor za znanost. Od 1994. do 1998. godine bio je član Nacionalnog vijeća za visoku naobrazbu.
S profesorom Sedlačekom razvio metodu za stabilizaciju staza čime su utemeljili novi koncept mikrotrona.  Potaknuo je uvođenje smjera industrijske elektronike. Unaprjeđivao nastavne planove i programe. Predsjedavao povjerenstvom za informatizaciju sveučilišta. U sklopu fakulteta organizirao je 1987. Laboratorij za sustave i signale kojem je bio voditelj. Laboratorij je postigao zavidan profesionalni ugled i bitno prinio organizaciji i realizaciji Hrvatske akademske mreže CARNet.
Za rad je dobio brojne ugledne nagrade i priznanja. Ističu se:
- Republička nagrada "Nikola Tesla" 1986., godine za znanstvenu i razvojnu djelatnost
- fakultetska nagrada "Josip Lončar" 1992. godine za nastavnu i znanstvenu djelatnost
- Nagrada HAZU za doprinose u području tehničkih znanosti 1996.
- Red Danice hrvatske s likom Ruđera Boškovića za osobite zasluge u znanosti, 1996.
- redovni član HAZU od 1997.
- professor emeritus Sveučilišta u Zagrebu 2000.
- 2002. počasni član IEEE (Fellow Member of Institute of Electrical and Electronic Engineers of America)
- 2006. Državna nagrada za životno djelo.

## Vanjske poveznice
- HAZU - akademik Hrvoje Babić
- Tko je tko u hrvatskoj znanosti: Hrvoje Babić  Arhivirana inačica izvorne stranice od 4. ožujka 2016. (Wayback Machine)
- FER - Hrvoje Babić  Arhivirana inačica izvorne stranice od 9. svibnja 2016. (Wayback Machine)